# Miguel Sapochnik
Miguel Sapochnik (Hammersmith, julho de 1974) é um diretor de cinema e televisão inglês de origem argentina e ex-artista de storyboard. Pelo seu trabalho como diretor na série de fantasia épica da HBO Game of Thrones, ganhou o prémio de Melhor Direção de Série Dramática no 68º Primetime Emmy Awards e o Directors Guild of America Award de Melhor Direção – Série Dramática no 69º Directors Guild of America Awards.  Sapochnik também dirigiu o filme de ficção científica Repo Men.